# 3-aci-ニトロプロパン酸オキシダーゼ
3-aci-ニトロプロパン酸オキシダーゼ（3-aci-nitropropanoate oxidase）は、次の化学反応を触媒する酸化還元酵素である。
3-aci-ニトロプロパン酸 + O2 + H2O {\displaystyle \rightleftharpoons } 3-オキソプロパン酸 + 亜硝酸 + H2O2
反応式の通り、この酵素の基質は3-aci-ニトロプロパン酸とO2とH2O、生成物は3-オキソプロパン酸と亜硝酸とH2O2である。補因子としてFMNを用いる。
組織名は3-aci-nitropropanoate:oxygen oxidoreductaseで、別名にpropionate-3-nitronate oxidaseがある。